# Ma Chua-tcheng
Ma Chua-tcheng (čínsky pchin-jinem Mǎ Huàténg, znaky zjednodušené 马化腾; * 29. října 1971 Čchao-jang, Šan-tchou), známý také jako Pony Ma, je čínský miliardář a oligarcha. Je zakladatelem, předsedou představenstva a výkonným ředitelem společnosti Tencent, jedné z nejhodnotnějších společností v Asii, jedné z největších internetových a technologických společností a jednoho z největších investičních, herních a zábavních konglomerátů na světě. Společnost vyvíjí největší čínskou instant messaging službu WeChat a její dceřiné společnosti poskytují média, zábavu, platební systémy, chytré telefony, služby související s internetem, služby s přidanou hodnotou a internetové reklamní služby v Číně i ve světě.
V letech 2007, 2014 a 2018 ho časopis Time označil za jednoho z nejvlivnějších lidí světa a v roce 2015 ho časopis Forbes zařadil mezi nejvlivnější lidi světa. V roce 2017 ho časopis Fortune zařadil mezi podnikatele roku. V roce 2018 ho časopis CEOWORLD zařadil mezi „nejmocnější lidi světa“.
Jako jeden z „největších světových vůdců“ časopisu Fortune je známý svou nenápadnou osobností ve srovnání s jiným čínským podnikatelem a zakladatelem společnosti Alibaba Group Jackem Ma. Ma bývá přirovnáván k americkému investorovi Warrenu Buffettovi pro jejich podobný investiční přístup a často je popisován jako „agresivní akvizitor“.
Podle Bloomberg Billionaires Index má k březnu 2022 čisté jmění ve výši 44 miliard USD. V listopadu 2017 jeho čisté jmění nakrátko překonalo jmění Larryho Page a Sergeye Brina (jednotlivě), čímž se stal devátým nejbohatším člověkem na světě a prvním občanem Číny, který se dostal do první desítky nejbohatších lidí podle časopisu Forbes.

## Raný život a vzdělání
Narodil se 29. října 1971 v Čchao-jang v Šan-tchou v Kuang-tung. Když jeho otec Ma Čchen-šu (马陈术) dostal práci jako správce přístavu v Šen-čenu, mladý Ma ho doprovázel. V roce 1993 získal na Šenčenské univerzitě titul Bachelor of Science v oboru výpočetní a aplikované techniky.

## Filantropie
V roce 2016 převedl své osobní akcie ve společnosti Tencent v hodnotě 2,3 miliardy USD na svou charitativní nadaci. Forbes však jeho čisté jmění nesnížil, protože akcie jsou stále vedeny na jeho jméno.

## Politika
Podle oficiálních webových stránek společnosti Tencent působil ve 12. Všečínském shromáždění lidových zástupců.
Na technologické konferenci v Singapuru hovořil o cenzuře a uvedl: „Pokud jde o řízení bezpečnosti informací, musí online společnosti z jakékoli země dodržovat definovaná kritéria a jednat zodpovědně. Jinak by to mohlo vést k pomluvám a hádkám mezi občany – nemluvě o hádkách mezi zeměmi. Proto je potřeba správy online stále naléhavější“.

## Osobní život
Používá přezdívku Pony, která pochází z anglického překladu jeho příjmení Ma (马), což znamená „kůň“. V médiích se objevuje jen zřídka.
Jeho bohatství pochází z 9,7% podílu ve společnosti Tencent. Údajně vlastní nemovitosti v Hongkongu a umělecká díla v hodnotě 150 milionů USD. V Hongkongu vlastní přestavěnou rezidenci o rozloze 1 820 m2.